# Summit (New Jersey)
Summit je město v okresu Union County ve státě New Jersey ve Spojených státech amerických. K roku 2010 zde žilo 21 457 obyvatel. Při celkové rozloze 15,661 km² byla hustota zalidnění 1 381,8 obyvatel na km².
Summit je rodným městem herečky Meryl Streep.